# He Miao
He Miao (chinesisch 何苗; * 2. Jahrhundert in Wancheng, Nanyang; † 189 in Luoyang) war ein General der Han-Dynastie im antiken China.

## Leben
He Miao war der jüngere Bruder der Kaiserin He und des Oberbefehlshabers der kaiserlichen Armee He Jin. In den 170ern schloss er sich dem kaiserlichen Gefolge an und war einige Zeit Intendant in Henan. Während der Revolte der Gelben Turbane schlug er 187 einen Aufstand in Yingchuan nieder. Er bekleidete anschließend das Amt des Generals der Kavallerie. Einer seiner Untergebenen in diesem Amt war der Würdenträger Ying Shao. Als sein älterer Bruder He Jin in Konflikt mit den mächtigen Eunuchen am Hof geriet und diese töten wollte, versuchte He Miao erfolglos, ihn davon abzubringen. Nachdem die Eunuchen ihrerseits die Initiative ergriffen und He Jin ermordeten, gliederte He Miao seine Truppen in die Armee von Yuan Shao ein, welcher den Rachefeldzug gegen die Eunuchen anführte. Allerdings wurde He Miao wohl für den Tod seines Bruders mitverantwortlich gemacht, auch weil er erst zu spät eingetroffen war. Seine eigenen Männer wandten sich gegen ihn und He Miao starb durch die Hand seines Offiziers Wu Kuang.